# Nicolás Frutos
Nicolás Ajelandro Frutos (Santa Fé, 10 de maio de 1981) é um ex-futebolista e treinador de futebol argentino que atuava como atacante<.

## Carreira
Nascido em Santa Fé, iniciou sua carreira em 2000, no Unión, jogando 38 partidas e fazendo 6 gols até 2002, quando foi contratado pelo San Lorenzo, pelo qual foi campeão da primeira edição da Copa Sul-Americana.
Em 2003, teve passagens rápidas por Nueva Chicago (um jogo) e Las Palmas (18 partidas e um gol) antes de assinar com o Gimnasia La Plata. Nos Triperos, formou dupla de ataque com Claudio Enría e recuperou seu bom futebol, tendo balançado as redes 7 vezes em 17 jogos. Ainda em 2004, foi contratado pelo Independiente.
No clube de Avellaneda, Frutos teve como parceiros no ataque Federico Insúa (Torneio Apertura) e um ainda jovem Sergio Agüero (no Clausura). Foram, no total, 28 jogos disputados e 19 gols com a camisa do Rey de Copas. Tal desempenho chamou a atenção do Anderlecht, e o atacante assinou com os Mauves em outubro de 2005. Ajudou o clube a vencer o Campeonato Belga de 2005–06, fazendo 9 gols em 12 jogos. Na temporada seguinte, foi novamente decisivo para o Anderlecht, tendo feito 23 gols (entre Campeonato nacional, Copa da Bélgica e Liga dos Campeões). Porém, uma séria lesão no tendão de Aquiles deixou o atacante fora dos gramados por 4 meses. Não conseguindo se firmar novamente após 2 cirurgias no local, Frutos anunciou a aposentadoria em 2010.
De volta à Argentina, foi coordenador das categorias de base do Unión de Santa Fé e treinador da equipe B, entre 2011 e 2013. Regressou ao Anderlecht em 2016 para integrar a comissão técnica do time, onde foi técnico do Sub-19, auxiliar-técnico e treinador interino. Em 2019, teve rápida passagem pelo futebol chileno, onde esteve à frente do San Luis de Quillota em 7 jogos.

## Títulos
Anderlecht
- Campeonato Belga: 2005–06, 2006–07 e 2009–10
- Copa da Bélgica: 2007–08
- Supercopa da Bélgica: 2006 e 2007

San Lorenzo
- Copa Sul-Americana: 2002